# Radziwon Miskiewicz
Radziwon Walerjewicz Miskiewicz (biał. Радзівон Валер'евіч Міскевіч; ur. 22 kwietnia 1995 w Grodnie) – białoruski siatkarz, grający na pozycji atakującego.

## Sukcesy klubowe
Puchar Białorusi:
- 2013, 2014, 2015

Mistrzostwo Białorusi:
- 2014, 2015, 2016

## Sukcesy reprezentacyjne
Liga Europejska:
- 2019